# 努维永勒孔特
努维永勒孔特（法語：Nouvion-le-Comte，法語發音：[nuvjɔ̃ lə kɔ̃t]）是法国上法兰西大区埃纳省的一个市镇，位于该省中北部，属于拉昂区。

## 地理
努维永勒孔特（49°41'53"N, 3°27'45"E）面积7.98 平方千米，位于法国上法蘭西大區埃纳省，该省份为法国北部内陆省份，北起北部省，西接索姆省和瓦兹省，东临阿登省和马恩省，西南至塞纳-马恩省，东北部与比利时接壤。
与努维永勒孔特接壤的市镇（或旧市镇、城区）包括：昂吉尔库尔勒萨尔、库尔布、努维永和卡蒂永、勒南萨尔。

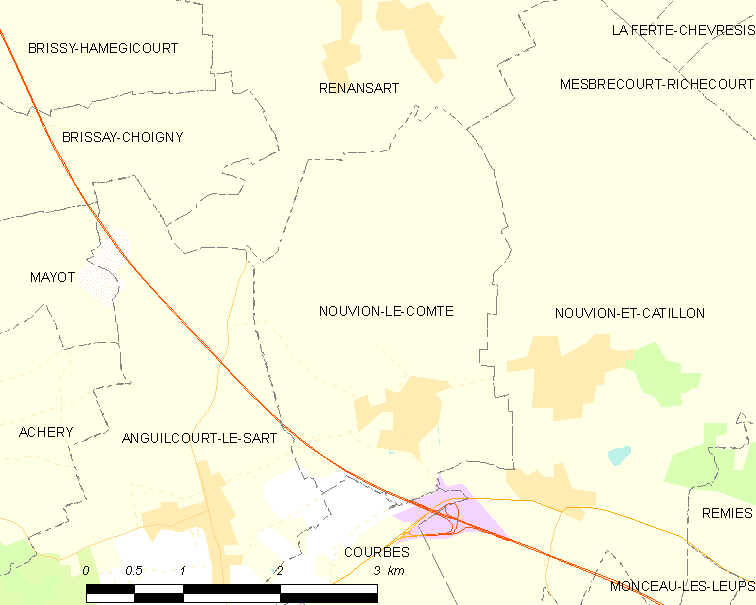
努维永勒孔特的OSM定位图

努维永勒孔特的时区为UTC+01:00、UTC+02:00（夏令时）。

## 行政
努维永勒孔特的邮政编码为02800，INSEE市镇编码为02560。

## 政治
努维永勒孔特所属的省级选区为马尔勒县。

## 人口

1962-2008年间努维永勒孔特人口变化图示

努维永勒孔特于2022年1月1日时的人口数量为241人。